# Tudor-Vlad Benga
Tudor - Vlad Benga (n. 25 august 1981

, Brașov. România) este un fost deputat român, ales în 2016 și 2020. 